# Vilém I. Skotský
Vilém I. (ve skotské gaelštině: Uilliam mac Eanric; v moderní Gaelštině: Uilleam mac Eanraig), známý jako Lev nebo Garbh, „Drsný“, (1142/1143 – 4. prosinec 1214) vládl jako král Skotska (Alby) od roku 1165 do 1214.
Jeho vláda byla druhou nejdelší ve skotské historii před sjednocením s Anglií v roce 1707. Na trůn nastoupil po smrti svého bratra Malcolma IV. 9. prosince 1165 a korunován byl 24. prosince 1165. Ve srovnání se svým hluboce věřícím a křehkým bratrem byl Vilém statné postavy, zrzavý a tvrdohlavý. Ačkoli jeho vláda byla neblaze poznamenána pokusy o znovuzískání kontroly nad Northumbrií ovládané Normany a dočasně došlo i k přijetí lenní svrchovanosti Anglie nad Skotským královstvím, byl Vilém v posledku celkem zdatným panovníkem, který se zasloužil o konsolidaci vnitřních poměrů své země; z výsledného posílení ústřední královské moci však profitovali především jeho nástupci.

## Historie

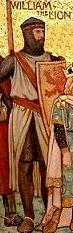
Vilém na nástěnné malbě Williama Holea ve Scottish National Portrait Gallery (konec 19. století)

Narodil se někdy kolem roku 1143 jako druhorozený syn skotského prince Jindřicha, hraběte z Northumbrie a Huntingdonu, a jeho manželky Ady de Warrene. Po smrti svého otce v roce 1152 zdědil titul hraběte z Northumbrie, musel se jej však roku 1157 vzdát ve prospěch anglického krále Jindřicha II. – tato skutečnost negativně ovlivnila Vilémovo pozdější panování, během něhož velmi usiloval o získání Northumbrie zpět.
 
Skotským králem se stal v prosinci 1165 po předčasné smrti svého bratra Malcolma. Byl významným účastníkem ve vzpouře anglických princů proti jejich otci Jindřichu II. v letech 1173–1174, která mu měla přinést návrat Northumbrie. V červenci 1174 se však v průběhu nájezdu na sever Anglie nechal překvapit oddílem anglo-normanských rytířů a v bitvě u Alnwicku padl do zajetí Ranulfa de Glanville. Angličany byl v řetězech odveden do Northamptonu a posléze do Falaise v Normandii.
Jindřich poté vyslal vojsko do Skotska a okupoval je. Jako výkupné za navrácení království byl Vilém donucen uznat Jindřicha za svého lenního pána, podřídit skoutskou církevní organisaci anglické a souhlasit se zaplacením nákladů na okupaci Skotska anglickou armádou. Bylo tak učiněno Falaiskou smlouvou, načež se směl vrátit do Skotska a v roce 1175 přísahal Jindřichovi II. věrnost na hradě v Yorku.
Toto Vilémovo ponížení bezprostředně vedlo ke ztrátě královské autority v neklidné oblasti Galloway, kde nepokoje trvaly s přestávkami až do roku 1186. Král se snažil svou otřesenou vnitrostátní posici upevnit roku 1179 výpravou na sever Skotska namířenou proti snahám orknejských jarlů o posílení svého vlivu na skotském území, výpravu však musel zopakovat v letech 1197 a 1202. V letech 1181–1187 komplikovalo jeho situaci další povstání vedené Donaldem Meic Uilleimem, příslušníkem vedlejší větve královského rodu pocházející od Duncana II.
Falaiská smlouva nepozbyla platnosti dalších 15 let. Až Richard I. Lví srdce souhlasil v prosinci 1189 s jejím vypovězením výměnou za 10 000 marek, když potřeboval peníze na třetí křížovou výpravu. Formální obnovení skotské nezávislosti bylo pochopitelně souvěkými skotskými komentátory přivítáno stejně halasně, jako bylo kritisováno na jihu Velké Británie. Richardově temperamentní povaze však takovéto uspořádání nejspíše vyhovovalo více, neboť před formálními poctami dával přednost penězům na svá rytířská dobrodružství. Anglo-skotské vztahy však i nadále zůstávaly napjaté a Vilém se musel i nadále podřizovat tlaku svého jižního souseda. V srpnu 1209 donutil anglický král Jan vojenskými manévry u Berwicku Viléma k uzavření Norhamské smlouvy, kterou se Vilém zavázal k zaplacení 15 000 marek a vydání svých dcer ke sňatku do Anglie; při obnově této smlouvy v roce 1212 pak Vilém souhlasil dokonce s předáním svého syna a dědice Alexandra Janovi k uzavření sňatku podle Janova rozhodnutí.
Přes tuto pokračující závislost na Anglii bylo pozdější období Vilémovy vlády velmi přínosné z vnitrostátního hlediska. Vilém šel ve stopách svého děda krále Davida I. při podpoře nového osídlování a měst, posiloval soudnictví a veřejnou bezpečnost, usiloval o růst obchodu a podporoval církev. Vilémovi se také tradičně připisuje založení opatství Arbroath v západním Skotsku, místo pozdější Arbroathské deklarace, která vyhlásila skotskou nezávislost.

Skotská královská standarta

Přezdívka „Lev“ nebyla za Vilémova života užívána, ale byla mu dána až pozdějšími historiky, patrně v upomínku na heraldickou figuru červeného lva ve skoku skotského znaku, jehož první užití je často připisováno právě Vilémovi. Jako další z možných zdrojů přezdívky je zmiňován také zápis v kronice Jana z Fordunu ze 14. století, kde je Vilém u příležitosti své korunovace retrospektivně nazván „lvem spravedlnosti“.

## Manželství a smrt

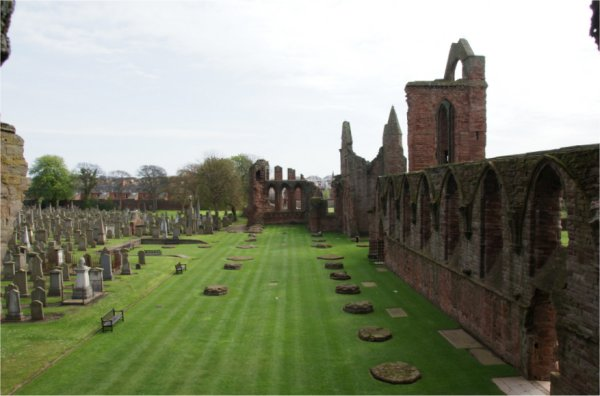
Opatství Arbroath

Díky podmínkám Falaiské smlouvy měl Jindřich II. právo vybrat Vilémovi nevěstu. Vilém se tak roku 1186 oženil s Ermengardou de Beaumont, pravnučkou krále Jindřicha I., která věnem dostala edinburský hrad. Manželství však příliš vydařené nebylo a trvalo mnoho let, než Ermengarda Vilémovi porodila dědice. Jejich dětmi byly:
1. Markéta Skotská, hraběnka z Kentu (1193–1259), která se vdala za Huberta de Burgh, 1. hraběte z Kentu.
2. Isabella (1195–1253), vdaná za Rogera Bigoda, 4. hraběte z Norfolku.
3. Alexandr (1198–1249)
4. Marjorie (1200–1244), vdala se za Gilberta Marshala, 4. hraběte z Pembroke (ve Walesu).

Vilém zemřel na hradě Stirling 4. prosince 1214 a leží pohřben v opatství Arbroath. Jeho následníkem na trůně se stal syn Alexandr, který vládl v letech 1214–1249.